# Maria trong phong trào Đại kết
Đại kết về Đức Maria là các thảo luận về Thánh Mẫu Học giữa Chính thống giáo, Tin Lành, Anh Giáo và giáo hội Công giáo Rôma. Đây là kết quả của ủy ban liên giáo hội và các nhóm làm việc trong phong trào Đại kết.

## Với Chính thống giáo
Công giáo Rôma và Chính thống giáo cùng chia sẻ niềm tin về vai trò của Đức Maria vẫn tiếp tục trong Giáo hội và trong cuộc sống của mọi Kitô hữu. Đức Maria như một người đang sống - bây giờ, ở trên trời - có thể nghe thấy mọi lời cầu nguyện thốt ra từ Trái Đất và cầu bầu với Con của Mẹ là Chúa Giêsu ban ơn phúc cho nhân loại. Thánh Mẫu Học không phải là chủ đề chính của các cuộc thảo luận đại kết giữa Công giáo-Chính thống giáo. Công giáo và Chính thống giáo, trong khi rất gần nhau về đức tin lại gặp khó khăn trong sự hiểu biết lẫn nhau về văn hóa và tinh thần.
Kết quả tích cực của việc đối thoại giữa Công giáo và Chính thống giáo được thể hiện qua việc thăm hỏi lẫn nhau và trao đổi thư từ giữa giáo hoàng với các thượng phụ, mối liên lạc thường xuyên ở các giáo hội địa phương và của các tu viện. Một số cuộc gặp gỡ giữa Giáo hoàng và Thượng Phụ đã diễn ra từ sau Công đồng Vatican. Trong Tuyên bố chung giữa Giáo hoàng Gioan Phaolô II và Thượng phụ Đại kết thành Constantinopolis Batôlômêô I ngày 01 tháng 7 năm 2004, cả hai đã đồng ý rằng trong việc tìm kiếm sự hiệp thông trọn vẹn, sẽ vấp phải những thực tế không mong đợi và những chướng ngại khác nhau.
Các cuộc đối thoại liên tôn đã được thực hiện nhiều hơn và ít khó khăn hơn sau sự sụp đổ của chủ nghĩa cộng sản. Các Ủy ban quốc tế chung về thần học đối thoại giữa Giáo hội Công giáo và tất cả các Giáo hội Chính Thống đã diễn ra từ năm 1980 đến năm 1990, cho thấy một sự đào sâu hiểu biết về đức tin, giáo hội và các bí tích. Thánh Mẫu Học và Marian thậm chí còn không được đề cập trong bất kỳ văn bản liên tôn nào bởi vì sự khác biệt về thần học Maria được xem là vấn đề nhỏ. Vấn đề tranh luận thần học chủ yếu tập trung vào những khác biệt trong kinh Tin Kính, đó vẫn được xem là rảo càn của sự hiệp nhất, những mâu thuẫn về vị trí của giáo hội Rôma và vai trò của Giáo hoàng.
Ngày 30 tháng 11 năm 2006, Tuyên ngôn Chung giữa Biển Đức XVI và Bathôlômêô I đã có những tác động tích cực đến quá trình hiệp nhất. Vì vậy cho đến nay, không có một ủy ban nghiên cứu chung về thánh mẫu được đã được hình thành, theo một chuyên gia Chính thống giáo, bởi vì thực sự không có sự khác biệt lớn trong thần học giữa 2 tôn giáo về Thánh Mẫu.

## Với Tin Lành
Các cuộc thảo luận về Đức Maria của Tin Lành và Công giáo gặp nhiều khó khăn, bởi vì, không giống như Kitô hữu của Chính thống giáo hoặc Công giáo Rôma, Tin Lành có một loạt các quan điểm đôi khi mâu thuẫn và trái ngược với Công giáo nên rất khó tìm được sự đồng thuận chung.
Cuộc đối thoại giữa giáo hội Lutheran-Công giáo bắt đầu từ những năm 1960 và kết quả là một số báo cáo được đưa ra giữa các nhóm thảo luận về Thánh Mẫu Học. Các cuộc đối thoại đầu tiên giữa các Giáo hội Lutheran và Công giáo chủ yếu tập trung vào những mâu thuẫn trong Kinh Tin Kính Nicea như tín điều của Giáo hội, Phép Rửa để được tha tội, và Bí tích Thánh Thể như sự hy sinh cứu chuộc.
Đấng Trung Gian, các Thánh, và Đức Maria, là kết quả của cuộc đối thoại 7 năm được đưa đưa ra trong phiên họp chung Luther và Công giáo lần thứ VIII xoay quanh các vấn đề về Chúa Kitô như là một trung gian hòa giải, các Thánh, và Đức Maria. Tuyên bố chung về Maria ngoài phần "Giới thiệu" còn có hai phần chính: "Phần thứ nhất: Các vấn đề và triển vọng" và "Phần thứ hai: "Nền tảng Kinh Thánh và lịch sử".
Vấn đề quan trọng đối với những người Lutheran là vai trò của Đức Mẹ là Đấng Trung Gian trong Giáo hội Công giáo, giáo điều Đức Mẹ Vô Nhiễm và Hồn Xác Lên Trời. Maria không thể được đặt ngang hàng với Chúa Kitô trong vai rò Đấng Trung Gian Mọi Ơn hay Đồng Công Cứu Chuộc với Chúa Kitô, Đấng mà người Tin Lành coi là đấng cứu chuộc duy nhất.

## Với Anh Giáo
Thánh Mẫu Học Anh giáo có một truyền thống lâu đời và lịch sử phong phú. Sùng kính Maria trong Anh giáo gần với sự sùng kính trong công giáo: Không bao giờ suy nghĩ về Mẹ Maria, mà không cần suy nghĩ về Thiên Chúa, và không bao giờ suy nghĩ về Thiên Chúa mà không nghĩ về Mẹ Maria. Từ một sự gần gũi về giáo lý, sự nghiên cứu về Maria đã bị lu mờ giữa Công giáo và Anh giáo bởi các quan điểm về Maria không là bị ràng buộc như một giáo lý trong Anh giáo.
Ủy ban quốc tế Công giáo Anh giáo Công giáo (ARCIC) tuyên bố đã được chiếu sáng theo một cách mới nơi Đức Maria. Những nghiên cứu chung dẫn đến kết luận rằng không thể trung thành với Kinh Thánh mà không dành sự chú ý do mẹ người là Đức Maria.
Ngày 16 tháng 5 năm 2005, Công giáo và Anh giáo đã đưa ra Bản tuyên bố chung: "Đức Maria:Niềm hy vọng và ân sủng trong Đức Kitô" (bản tuyên bố Seattle) về vai trò của Đức Maria trong Kitô giáo như là một cách để duy trì sự cộng tác đại kết. Tài liệu này được phát hành ở Seattle, Washington do Alexander Brunett, Tổng Giám mục và Peter Carnley, Tổng Giám mục Anh giáo Perth, Tây Australia, đồng chủ tịch Ủy ban quốc tế Anh giáo, Công giáo. Mặc dù Anh giáo không chấp nhận thẩm quyền của Giáo hoàng nhưng qua tuyên bố này, Anh giáo sẽ ngừng chống đối các giáo huấn của Công giáo về sự Vô nhiễm nguyên tội và Hồn xác lên trời. Đồng thời coi 2 tín điều này như là "phù hợp" với giáo huấn của Kinh Thánh.